# Home Grown
Home Grown (deutsch etwa selbst gezüchtet) ist ein Jazzalbum von Geri Allen. Die im Januar 1985 im Ludwigsburger Tonstudio Bauer entstandenen Aufnahmen erschienen auf LP 1985 bzw. 1990 als Compact Disc auf minor music.

## Hintergrund
Die Pianistin Geri Allen entschied sich, als ihr zweites Album ein Soloalbum aufzunehmen. Es entstand ein knappes Jahr nach ihrem – ebenfalls in Westdeutschland eingespielten – Debüt The Printmakers von 1984 und enthält sechs ihrer Originalkompositionen sowie zwei Stücke von Thelonious Monk (Bemsha Swing und ’Round Midnight).

## Titelliste
- Geri Allen: Home Grown (Minor Music Minor Music 004 (lP); Minor Music CD MM 8004 (CD)[1])
  1. Mamma’s Babies 5:31
  2. Bemsha Swing (Denzil Best, Thelonious Monk) 2:50
  3. No More Mr. Nice Guy 8:31
  4. Black Man...M.O.P.E. 3:59
  5. ’Round Midnight (Cootie Williams, T. Monk) 6:09
  6. Blue 3:17
  7. Alone Together in the Same Room 7:34
  8. Home Grown 5:23
- Sofern nicht anders angegeben, stammen alle Kompositionen von Geri Allen.

## Rezeption
Richard Cook und Brian Morton schrieben in 1993 in der zweiten Auflage des Penguin Guide to Jazz, Geri Allens Solo-Set sei viel gefäliger als das Vorgängeralbum und profitiere viel von der Vertrautheit des Repertoires wie auch von der Frische des Spiels der Pianistin. Die Autoren zeichneten das Album mit vier Sternen aus.
Scott Yanow hingegen verlieh dem Album in Allmusic lediglich drei Sterne und schrieb, Geri Allens zweites Album unter eigenem Namen zeige, dass sie bereits einen ziemlich originellen Stil aufweise, der gelegentlich auch Bezüge zur Musik von Herbie Nichols enthalte. Es sei „ein schönes frühes Set“.
Nach Ansicht von Ethan Iverson war Allens Home Grown ein beeindruckendes Solo-Recital mit gebrochenen Interpretationen von zwei Monk-Stücken. Eine ziemlich Insider-hafte Lesart von ’Round Midnight gehe direkt in das gerechte Chaos von „Blue“ über. Auch Don Pullen könnte [solcherart] Monk und Cecil Taylor mit einem erhöhten afrikanischen Strang vermählen, meinte der Autor; [Einfluss von] Stanley Cowell sei auch da drin. Aber Geri Allen scheine die einheitlichste und stromlinienförmigste Mischung aus konventioneller Jazzharmonie und purer Atonalität zu schaffen. Bereits die Eröffnungsnummer Mamma’s Babies biete alles, ein Manifest afrikanischen Avantgarde-Blues und -Riffs.

## Editorischer Hinweis
Auszüge aus den drei Alben Geri Allens für Minor Music, The Printmakers, Home Grown und Open on All Sides sowie die Stücke Enchantress, Pappilion und Fee Fi Fo Fum aus Dwayne Dolphins Album Portrait of Adrian (Minor 1994), an dem Geri Allen mitgewirkt hatte, erschienen 2000 auf der Kompilation Geri Allen: The Essentials, Vol.1 bei Minor Music.